# گیم‌نت

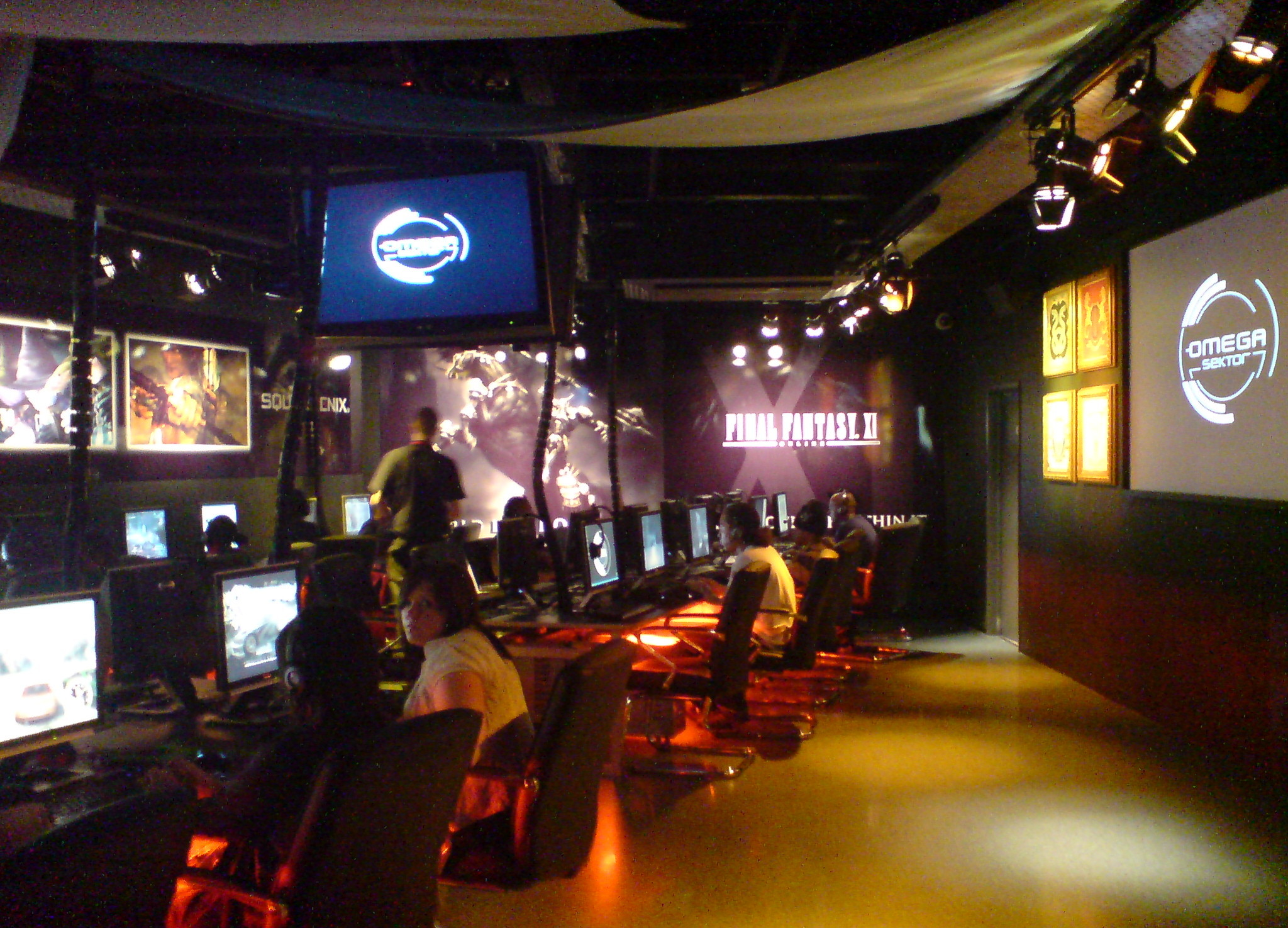
امگا سکتور (Omega Sektor) یکی از بزرگترین مراکز بازی لن در اروپا بود که ۴۰۰ دستگاه رایانه به علاوه ۳ دستگاه کنسول داشت

مرکز بازی لَن (به انگلیسی: LAN gaming center)، مرکز بازی یا گیمینگ سِنتِر (به انگلیسی: Gaming center) که در ایران به آن گیم‌نت، کلوب بازی و بازیگاه گفته می‌شود، مکانی است که اشخاص می‌توانند از رایانه‌ها یا کنسول‌های بازی ویدئویی که به یکدیگر از طریق شبکه محلی (لن/LAN) یا اینترنت متصل شده‌اند، برای انجام بازی ویدئویی تک‌نفره یا بازی ویدئویی چندنفره استفاده کنند.
در این مراکز هزینه استفاده از رایانه‌ها یا کنسول‌های بازی ویدئویی برحسب دقیقه یا ساعت محاسبه می‌شود، که گاهی اوقات اشخاص می‌توانند با داشتن بلیت یا کارت بازی برای یک روز یا ماه، دسترسی بدون محدودیت زمانی داشته باشند. بسیاری از گیم‌نت‌های نوین در عصر حاضر، خدماتی جدا از سرگرمی مانند فروش نوشیدنی و خوارکی را برای افزایش مشتری، ارائه می‌دهند و همچنین خدمات ابتدایی یک کافی‌نت مانند انجام کپی و پرینت، تحقیق دانش‌آموزی و ثبت نام‌ها ممکن است توسط مدیر گیم‌نت برای کسب درآمد بیشتر، صورت گیرد.
مراکز بازی لن در اندازه‌ها و دکوراسیون گوناگون، از بسیار کوچک (۶~۸ رایانه)، تا بسیار بزرگ (۴۰۰+ رایانه) وجود دارند که بیشتر آن‌ها رایانه‌هایی با سخت افزار رده بالا که برای بازی ساخته شده‌اند را دارند. همچنین بعضی مراکز بازی لن تعدادی از رویدادهای ویژه برای بازی‌وارسازی مانند مسابقات تورنمنت و لن پارتی را هم میزبانی می‌کنند، برخی نیز مانند باشگاه شبانه در طول شب هم باز هستند. در گیم‌نت‌ها بازی های متنوعی است که بر اساس ژانر یا فرنچایز می‌توان انتخاب کرد. چین، ایالات متحده، کره جنوبی و ژاپن جزو دارنده بیشترین گیم‌نت‌ها در مقایسه با دیگر کشورهای جهان هستند. بسیاری از افراد با وجود داشتن رایانه، کنسول و موبایل بازهم به گیم‌نت‌ها می‌آیند تا بازی گروهی، رقابت و دورهمی را تجربه کنند. با وجود گذشت سال‌ها از فعالیت این صنف، هنوز بسیاری از والدین از قرارگیری فرزندهای خود در محیط گیم‌نت‌ها ابراز نگرانی می‌کنند.

## پیشینه

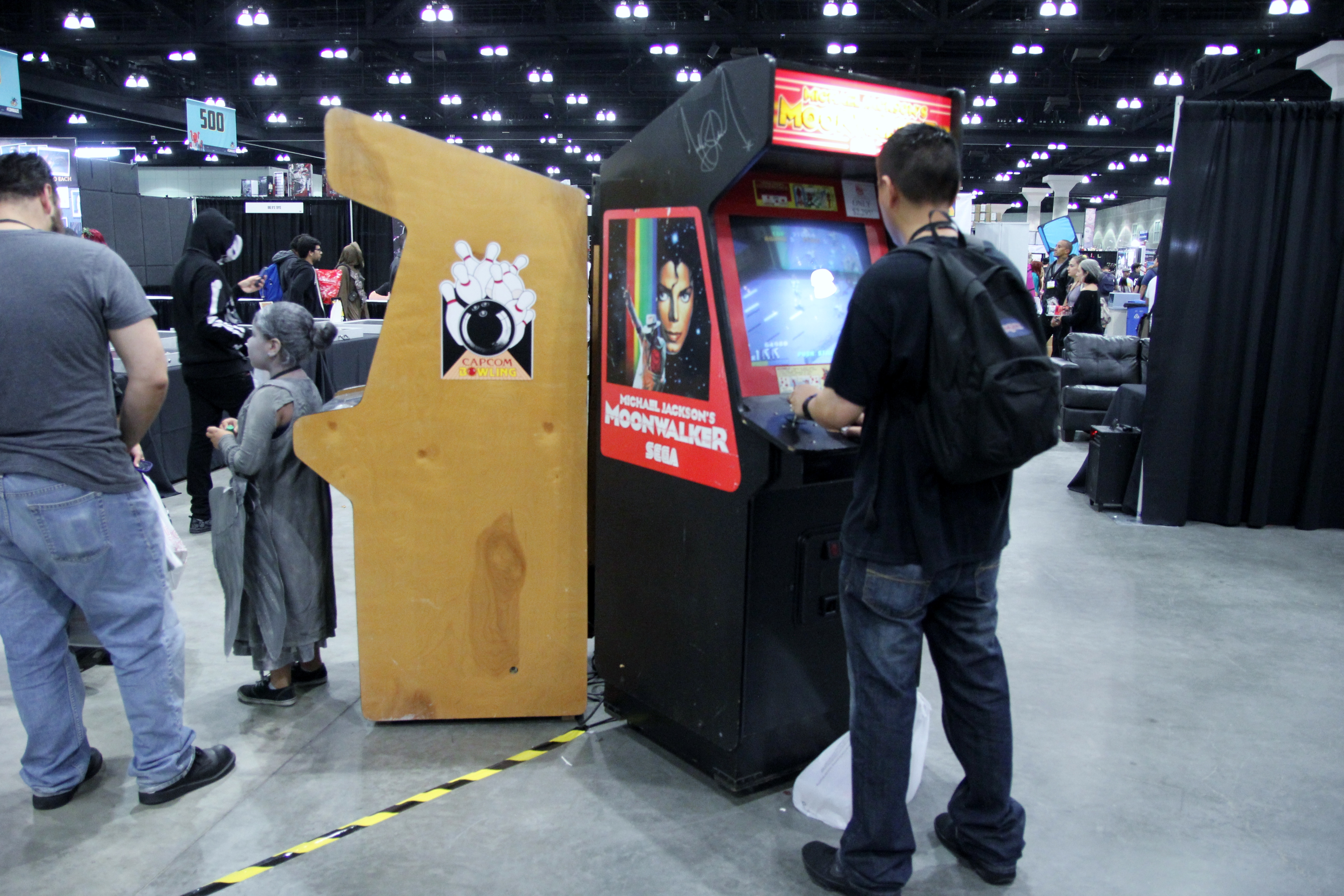
مرکز بازی آرکید در سان فرانسیسکو، کالیفرنیا؛ اکتبر ۲۰۱۴

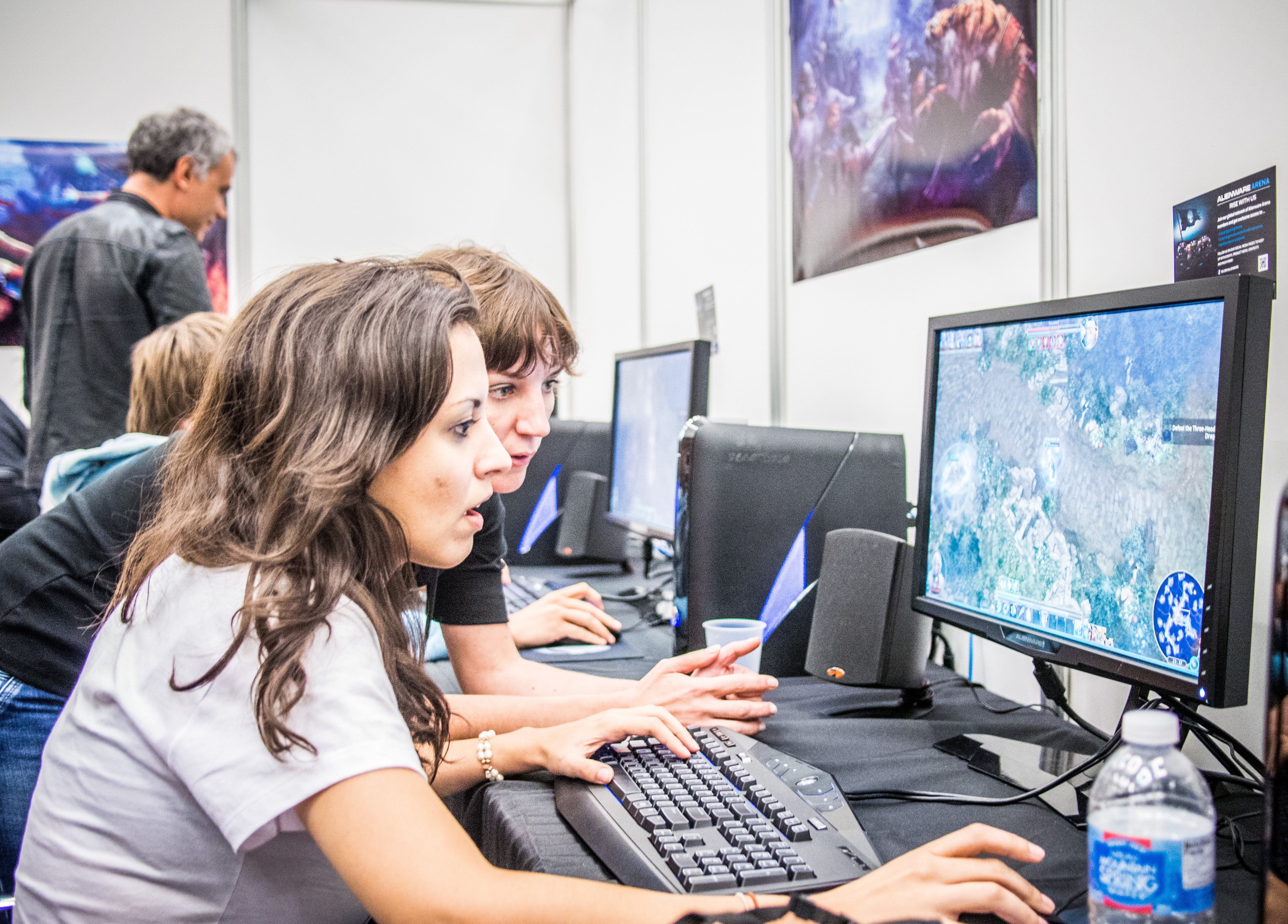
یک گیم‌نت در رالی، کارولینای شمالی، ژوئن ۲۰۱۳

پیشینه گیم‌نت‌ها را می‌توان به سه دوره آرکید گیم‌نت‌ها، گیم‌نت‌های کنسولی/کامپیوتری و بازی‌های آنلاین تقسیم کرد. این دوره‌های پیشرفت گیم‌نت‌ها چندین دهه است که پابرجاست.
پیشینه گیم‌نت‌ها در جهان به دهه ۱۹۸۰ میلادی در ایالات متحده باز می‌گردد. مراکز اجاره دستگاه‌های بازی آرکید، الهام بخش گیم‌نت‌های نوین امروزی هستند. دستگاه‌های آرکید با سکه انداختن مشتریان گیم‌نت شروع بکار می‌کردند. بازی‌های رترو گیمینگ مانند پک-من و دانکی کونگ نخستین بازی‌های سرگرم کننده گیم‌نت‌ها بوده‌اند؛ بگونه‌ای که با گسترش مراکز آرکید افراد بیشماری به این مکان‌ها برای سرگرمی می‌رفتند. افراد بصورت انفرادی با یک دستگاه بازی آرکید، بازی می‌کردند. امروزه برخی از مراکز آرکید هنوز در ایالات متحده برای افراد نوستالژی‌دوست وجود دارد.
با ورود به دهه ۱۹۹۰ میلادی و گسترش اینترنت و بازی‌های شبکه‌ای، کافی‌نت‌ها به تدریج تبدیل به مکان‌هایی برای بازی‌های چندنفره شدند. انجام بازی‌های ویدئویی بصورت گروهی و جمعی نخستین بار در گیم‌نت‌های دهه ۹۰ میلادی محقق شد و زمینه‌ساز گسترش این شغل برای افراد مختلف در سراسر جهان شد.

### سده بیست‌ویکم

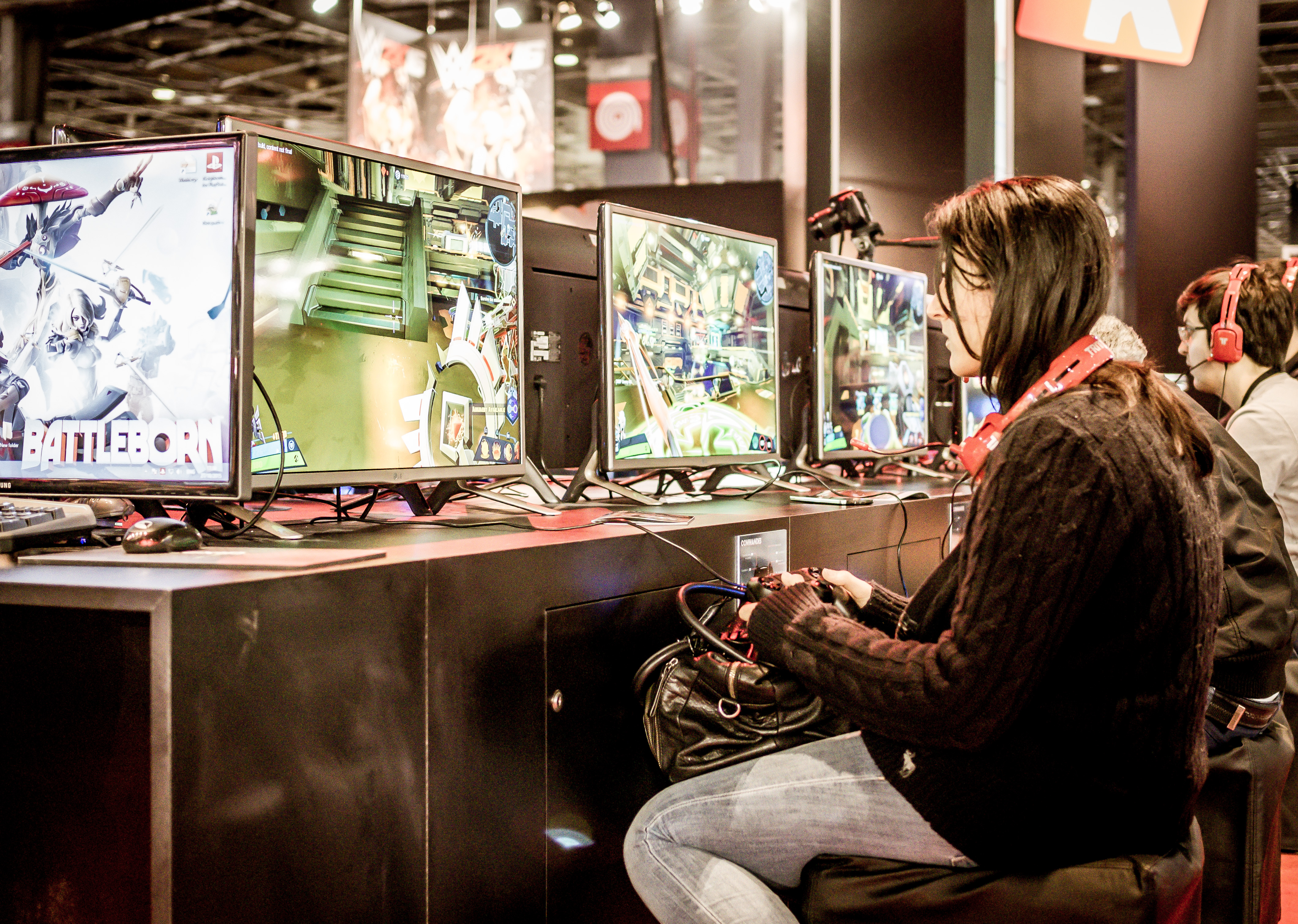
گیم‌نت با ارائه کنسول در پاریس، اکتبر ۲۰۱۵

در اوایل دهه ۲۰۰۰ میلادی، گیم‌نت‌ها در جهان و بخصوص ایران افزایش چشمگیری داشتند و تبدیل به مشاغل پرسود شدند. همزمان با افزایش گیم‌نت‌ها؛ اینترنت در ایران نیز بسیار همه‌گیر شد. مجموعه بازی‌های درایور، مکس پین، نیمه‌عمر، چهار بازمانده، پروژه آی‌جی‌آی، منهانت، خرابکار، پروتوتایپ و وارکرافت فرنچایزهای موفق در دهه ۲۰۰۰ میلادی محسوب می‌شوند که با استقبال زیادی مواجه شدند. همچنین برخی شرکت‌های ایرانی مانند "لوح زرین نیکان"، "عصر بازی" و "بازی فارسی سریر" اقدام به ساخت اتوران و فارسی‌سازی بازی‌های ویدئویی کردند. بیشتر بازی‌های ویدئویی با دیسک نوری (CD/DVD/Blu-ray) بصورت اسنیکرنت منتقل می‌شدند. مدت‌ها بعد در دهه ۲۰۱۰ میلادی با عمومی شدن بیشتر اینترنت و دسترسی آسان همگانی به آن، خرید بازی‌های ویدئویی در ایران به حاشیه رانده شد و گیمرها به علت نبود قوانین کپی رایت و تورم در ایران به بارگیری رایگان بازی‌ها روی آوردند.
در دهه ۲۰۱۰ میلادی بیشتر گیم‌نت‌ها علاوه بر بازی‌های شبکه‌ای لن، بازی‌های آنلاین را نیز پشتیبانی می‌کردند. بازی‌های آنلاین مانند سبک بازی برخط چندنفره گسترده در فضای گیم‌نت‌ها بسیار فزونی یافت و رقابت‌های گیمینگ جهانی را بوجود آورد. پس از دنیاگیری کووید-۱۹ در ایران، بسیاری از گیم‌نت‌ها ملزم به رعایت پروتکل‌های بهداشتی شدند که بطور معمول توسط بازدید اماکن این اقدامات بررسی می‌شدند. بسیاری از گیم‌نت‌ها اخطاریه پلمپ دریافت کردند. بعدها در دهه ۲۰۲۰ میلادی، گیم‌نت‌ها خدماتی دیگر نظیر کلود گیمینگ و اتاق استریم نیز اختصاص دادند تا پیوند مشترکی میان گیمرها و استریمرها صورت گیرد. لوازم اتاق استریم شامل وبکم، میکروفن، کارت کپچر و یک رایانه میان رده (میدرنج) است.

## بازی‌های گیم‌نت

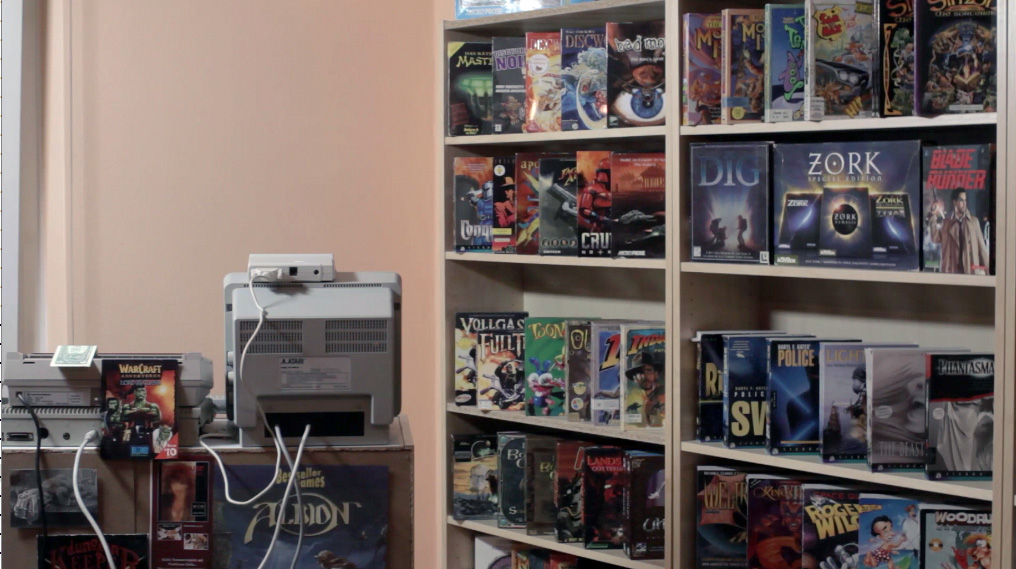
یک کلکسیون بازی‌های کامپیوتری

بازی‌های گیم‌نت اغلب طیف گسترده‌ای از بازی‌های پرطرفدار و رده‌بالا در متاکریتیک هستند. بازی‌هایی در ژانر، فرنچایز و رده سنی‌های مختلف برای پوشش‌دهی سلیقه تمام مشتریان گیم‌نت مناسب است. فرنچایزهای جهان باز مانند جی‌تی‌ای و جاست کاز، تیراندازی مانند کال آو دیوتی و کانتر استرایک، ترس و بقا مانند رزیدنت ایول و سایلنت هیل، مخفی‌کاری مانند اساسین کرید و هیتمن، ورزشی مانند اسپورتس اف‌سی و ان‌بی‌ای ۲کی، مبارزه‌ای مانند مورتال کامبت و تکن، مسابقه‌ای مانند جنون سرعت و کراش باندیکوت، راهبردی مانند دوتا ۲ و قلعه، سکوبازی مانند شنک و ریمن، ماجراجویی مانند رد دد ریدمپشن و خدای جنگ، نقش آفرینی مانند الدن رینگ و ویچر در گیم‌نت‌ها از قبل توسط گرداننده گیم‌نت نصب شده و آماده بازی و سرگرمی هستند. بازی‌های سبک پازل و سبک شبیه‌سازها برای گیم‌نت‌ها مناسب نیستند زیرا مشتری باید زمان و دقت زیادی برای سپری کردن مراحل آن صرف کند.

## مغازه و کانکس گیم‌نت

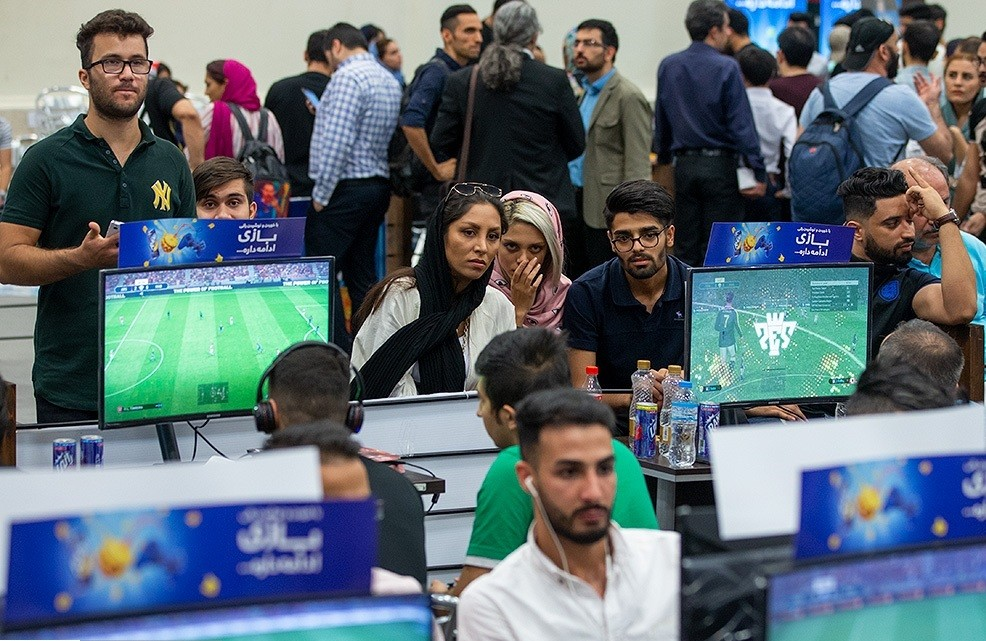
جام قهرمانان بازی‌های ویدیویی ایران

انتخاب مغازه یا کانکس بودن گیم‌نت و همچنین محل قرارگیری آن بسیار مهم است. انتخاب کانکس گیم‌نت برای افرادی است که بودجه پایینی نسبت به اجاره یک مغازه دارند. انتخاب محل موردنظر نیز برای احداث و خدمات گمینگ بسیار مهم است. مراکز پرجمعیت و شلوغ مانند آموزشگاه‌ها و ایستگاه‌های تاکسی و مترو بسیار برای گیم‌نت‌ها سودمند خواهند بود. گیم‌نت‌ها بطور کلی به سه دسته تقسیم می‌شوند:
- گیم‌نت‌های رایانه‌ای: این نوع از گیم‌نت‌ها تنها دارای چندین رایانه گیمینگ هستند.
- گیم‌نت‌های کنسولی: گیم‌نت‌های کنسولی تنها به ارائه کنسول‌های بازی اکتفا می‌کنند. یک گیم‌نت کنسولی حداقل باید ۲ یا ۴ کنسول داشته باشد.
- گیم‌نت‌های ترکیبی: در نوع از گیم‌نت‌ها رایانه‌ها، کنسول‌ها، هدست واقعیت مجازی، فوتبال دستی، هاکی روی میز، میز بیلیارد و بازی رومیزی مانند تخته نرد ممکن است در کنارهم در یک محیط با تفکیک قرار گیرند.

### جواز کسب گیم‌نت
بر اساس گزارش‌ها، هم‌اکنون حدود ۲ هزار گیم‌ نت در استان تهران فعالیت می‌کنند، اما تنها حدود ۲۰۰ مورد از آن‌ها دارای جواز کسب هستند. درصد بسیاری از گیم‌نت‌ها در سراسر ایران فاقد جواز کسب هستند و از مهم‌ترین دلایل آن می‌تواند قوانین نظارتی بر بازی‌های غیرمجاز مانند فرنچایز جی‌تی‌ای توسط وزارت فرهنگ و ارشاد اسلامی و بنیاد ملی بازی‌های رایانه‌ای و بازدید مامورین اداره نظارت بر اماکن عمومی باشد. همچنین یکی از شروط گرفتن جواز کسب گیم‌نت ممنوعیت شرط‌بندی و افراد زیر ۱۲ سال در گیم‌نت است. از مزیت‌های گرفتن جواز کسب گیم‌نت نیز می‌تواند شرکت در مراسم‌های دولتی و بین‌المللی در حوزه گیمینگ باشد.

### نرخنامه گیم‌نت
گیم‌نت‌ها در ایران معمولاً نرخنامه رسمی و یکسانی ندارن و قیمت‌ها به عوامل مختلفی نظیر تجهیزات پیشرفته گیمینگ، موقعیت مکانی گیم‌نت، اتاق VIP و اتاق استعمال در گیم‌نت باشد. لوکس بودن و یا سادگی دکوراسیون گیم‌نت از عوامل دیگر تعیین‌کننده هزینه‌ها هستند.

## تجهیزات گیم‌نت

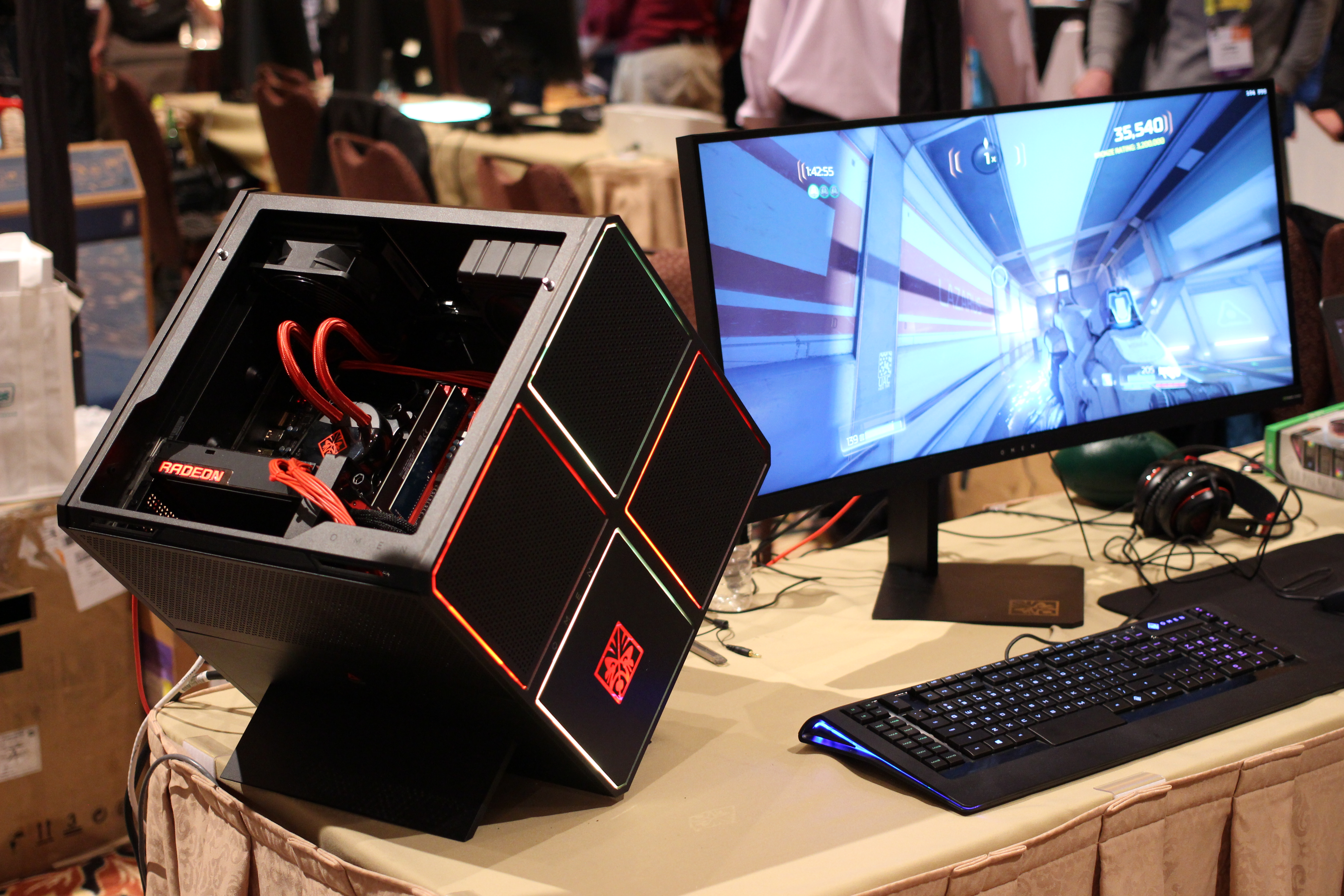
یک رایانه گیمینگ

مغازه گیم‌نت نیز مانند هر شغل دیگری لوازم مخصوص خود را دارد. این لوازم از تجهیزات تأمین منابع برقی تا لوازم جانبی کامپیوترها و کنسول‌ها هستند. تورم و افزایش قیمت تجهیزات گیمینگ باعث روی‌گردانی اشخاص برای خرید کامپیوتر گیمینگ یا کنسول‌ها می‌شود که بدین ترتیب افراد به گیم‌نت‌ها روی می آورند. همیشه خرید رایانه‌ها و کنسول‌های بروز باعث جذب مشتریان بیشتر می‌شود. همچنین نگهداری و سرویس آن‌ها نیز به مراتب بیشتر از تجهیزات قدیمی است. تمیز کردن دستگاه گیمینگ و بهینه‌سازی‌های نرم‌افزاری و سخت افزاری از واجبات گیم‌نت‌ها است که بصورت دوره‌ای باید صورت گیرد. همچنین استفاده از گریس گرمایی بصورت دوره‌ای برای سی‌پی‌یو رایانه‌ها می‌تواند از سوختگی احتمالی آن‌ها جلوگیری کند. خرابی‌های مکرر لوازم گیمینگ از جمله معایب این حرفه هستند.
 

همچنین رعایت ارگونومی در تجهیزات گیمنت ضامن جلوگیری از آسیب گرفتگی پیوسته و جلوافتادگی گردن مشتریان خواهد بود. توجه به خرید لوازم ارگونومیک باعث دوری از ناراحتی‌های عضلانی و استخوانی می‌شود.
برخی از تجهیزات گیم‌نت:

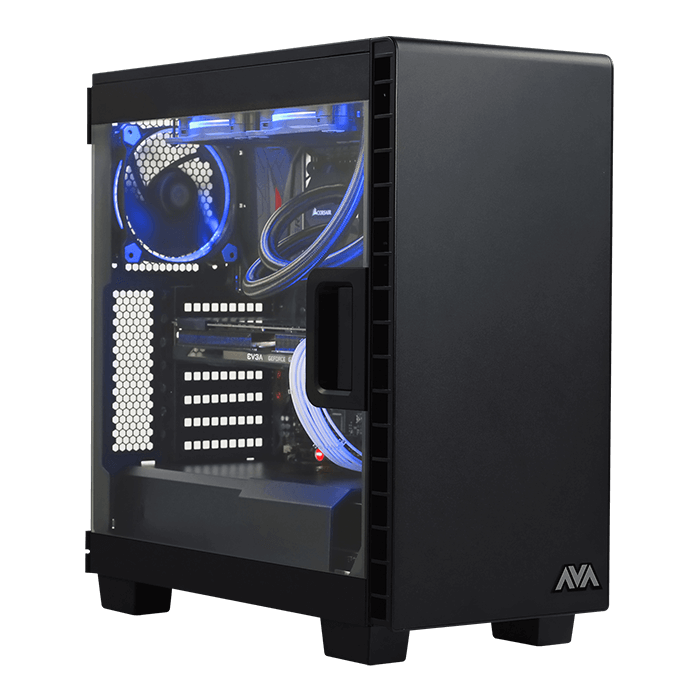
کیس گیمینگ در اندازه مید تاور با نورپردازی داخلی

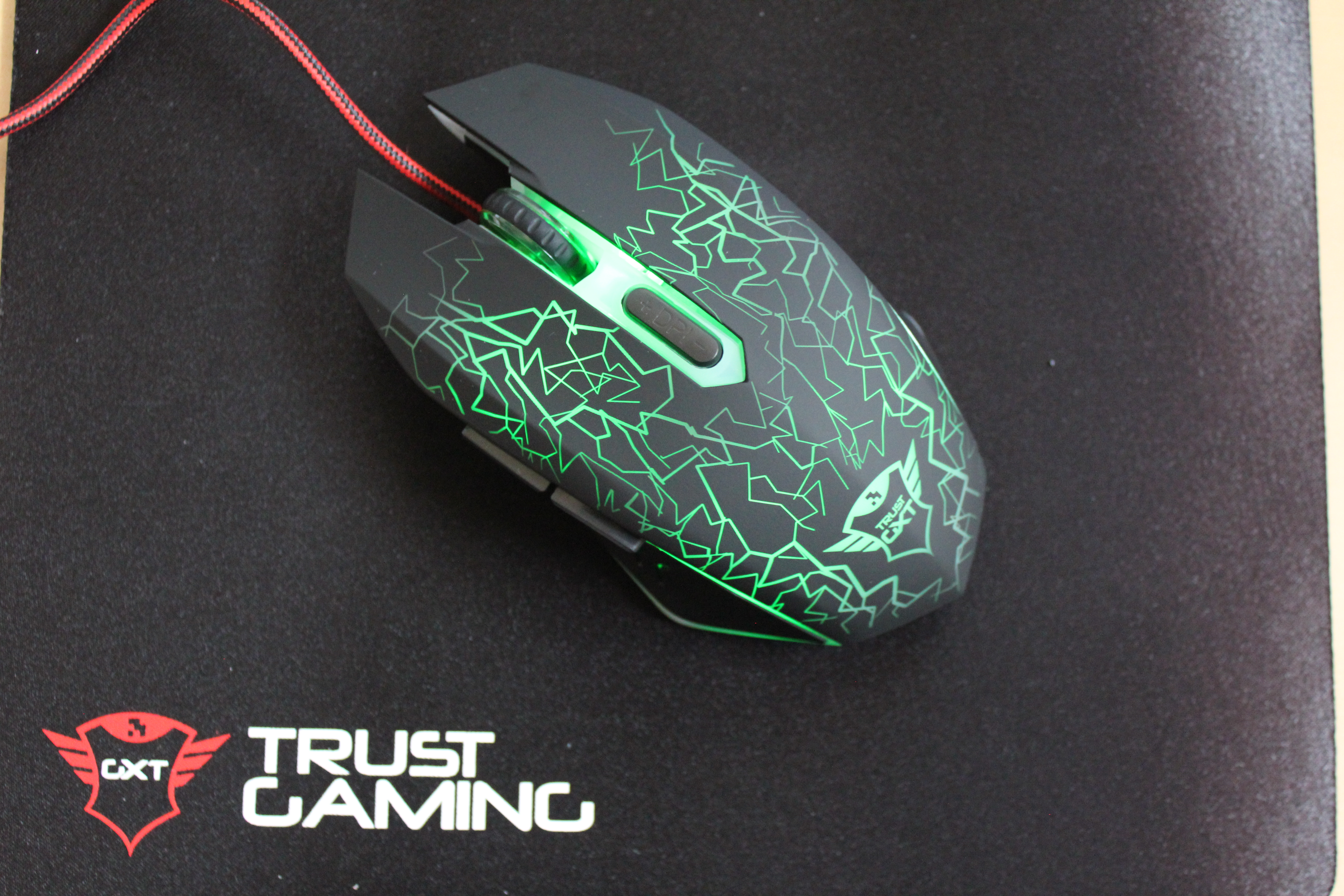
ماوس گیمینگ

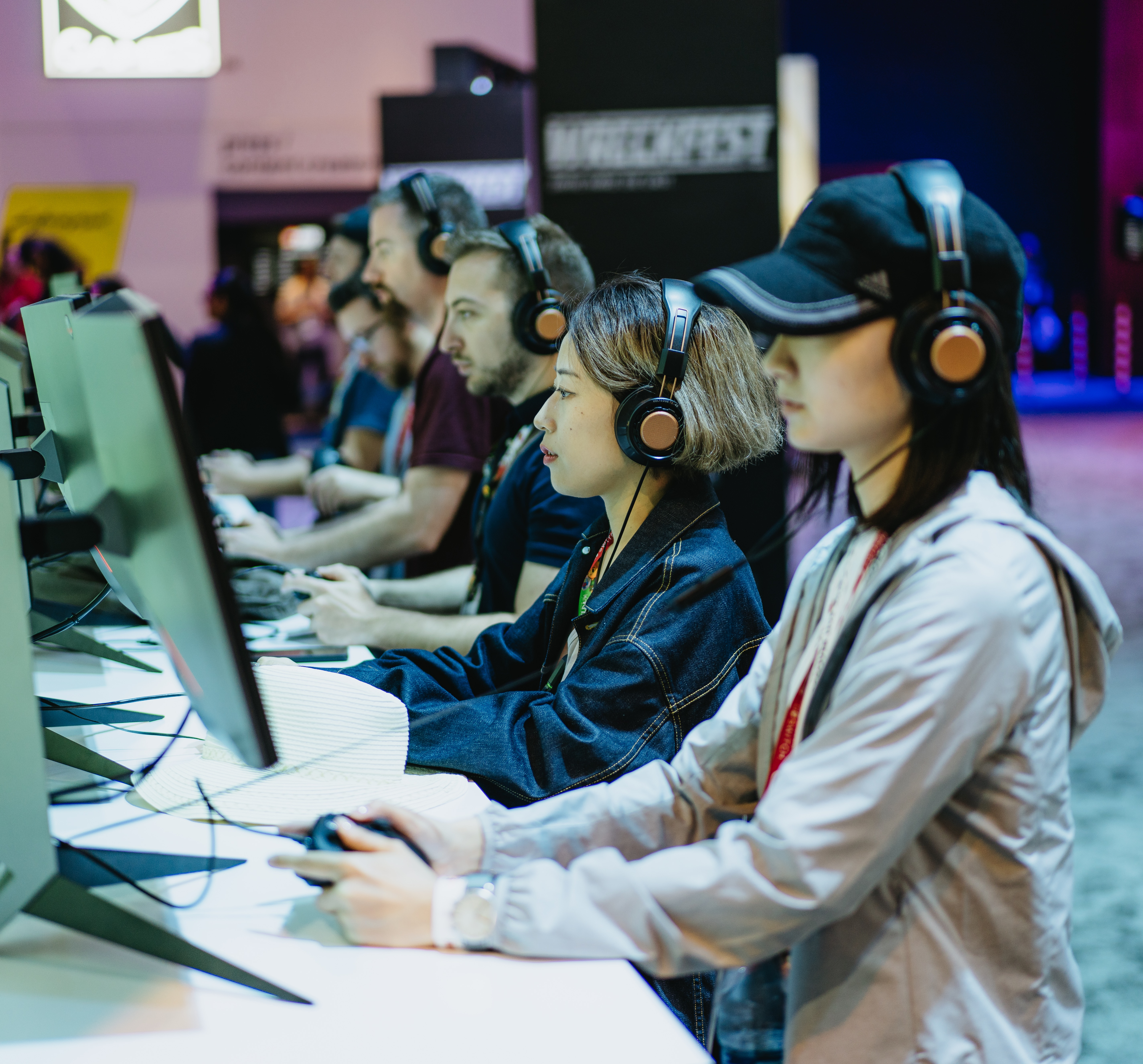
استفاده از هدفون هنگام گیمینگ

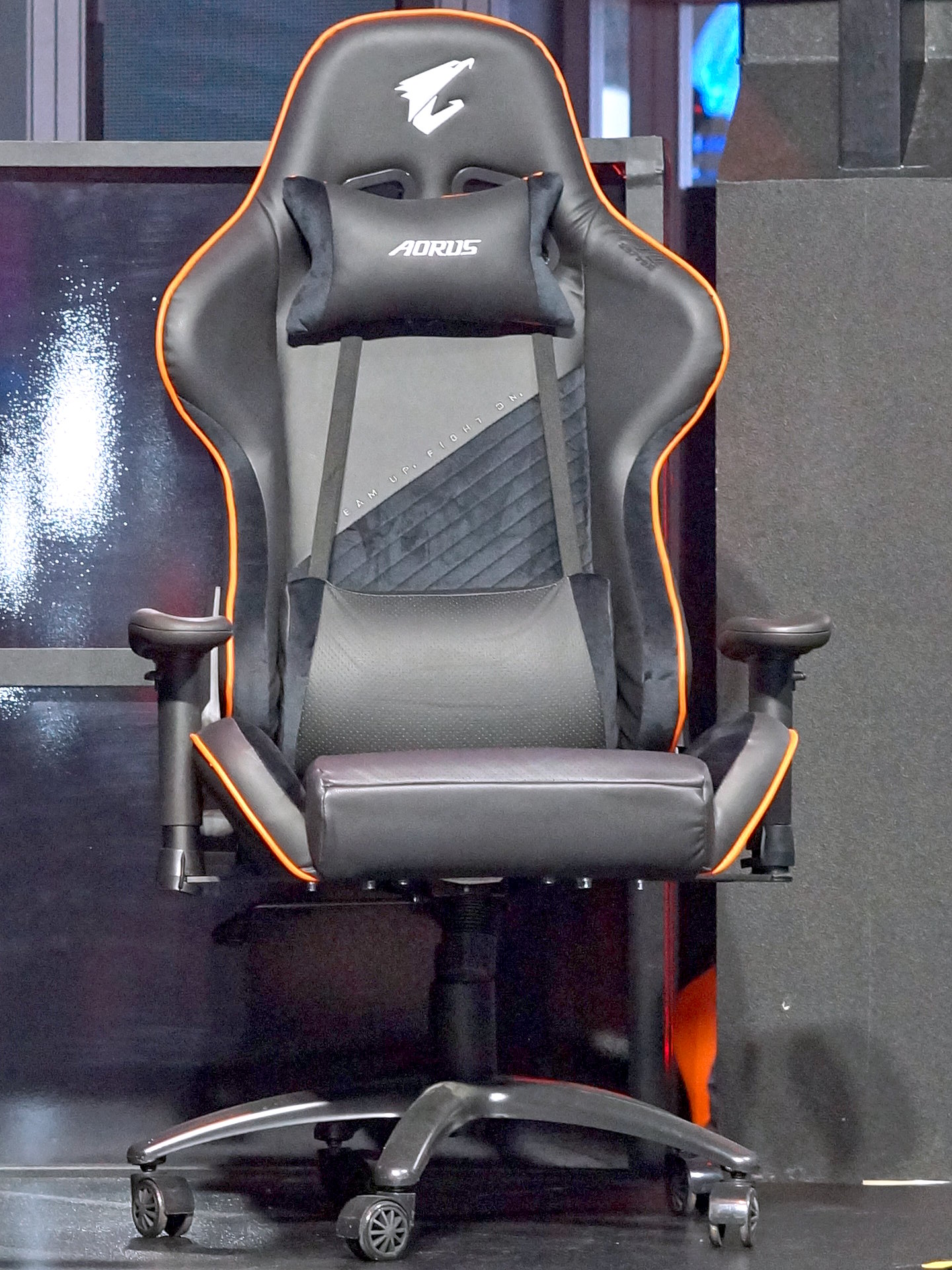
صندلی گیمینگ

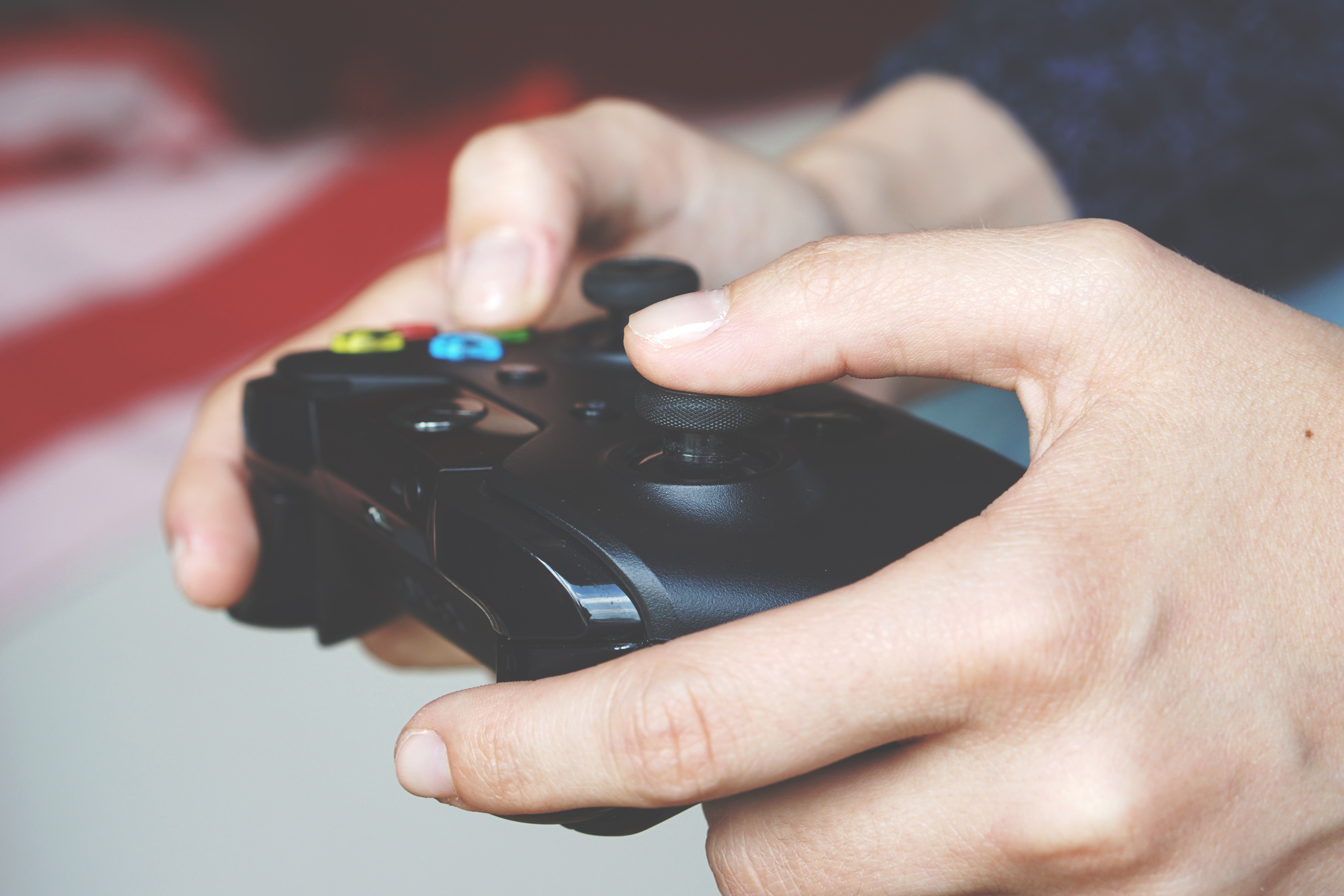
یک دسته بازی (مدل ایکس‌باکس)

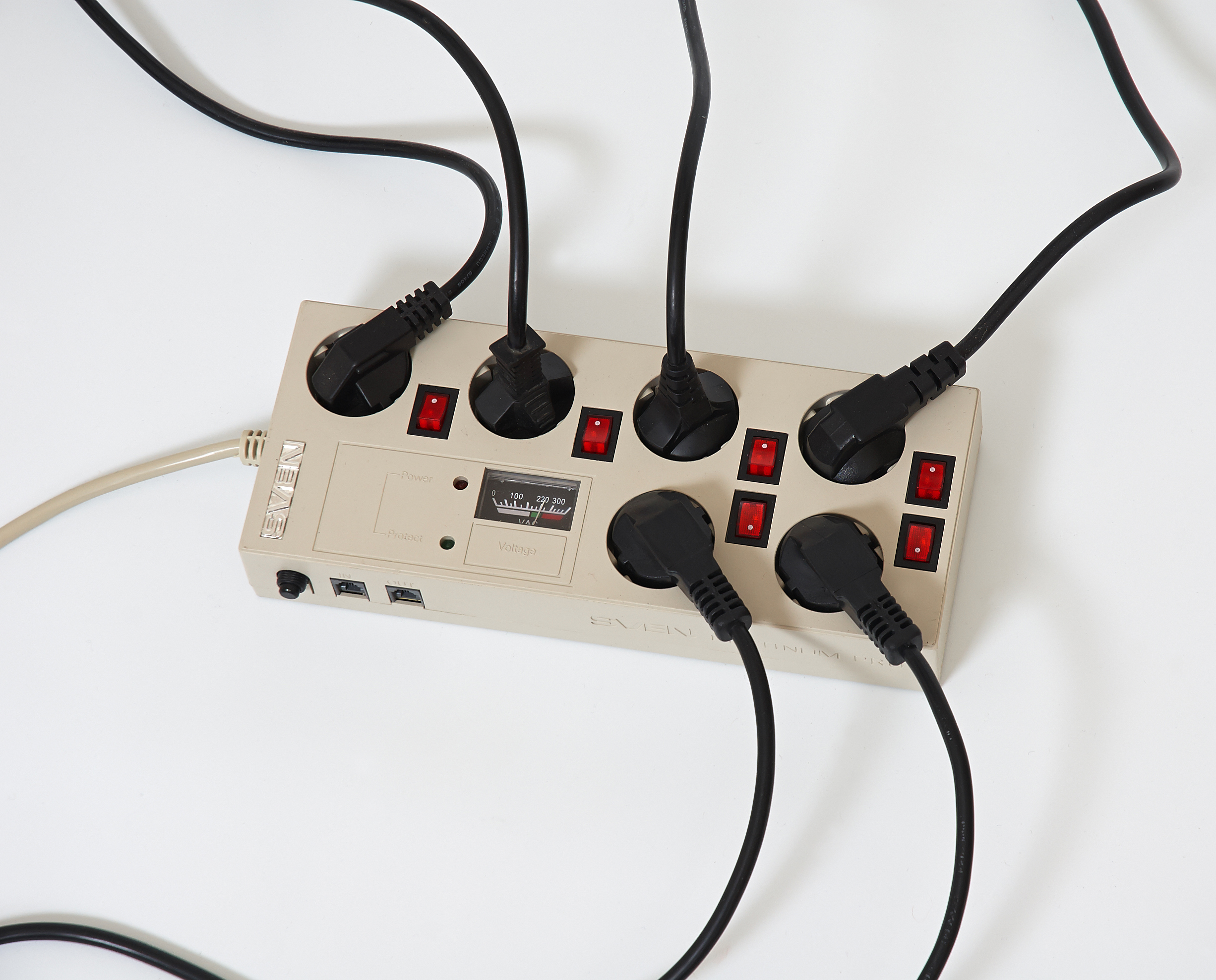
سیم سیار

- کیس گیمینگ: خرید یک کیس گیمینگ برای گیم‌نت‌ها رایج است. یک کیس گیمینگ باید توانایی اجرای بازی های تریپل ای را داشته باشد. حداقل سیستم موردنیاز یک کیس گیمینگ می‌بایست مادربرد DDR5، سی‌پی‌یو 4GHz، رم 16GB، کارت گرافیک 8GB و پاور ساپلای 1000W است.
- مانیتور گیمینگ: یک مانیتور گیمینگ، می‌بایست حداقل توانایی پردازش 120hz نرخ تازه‌سازی و آی‌پی‌اس پنل را داشته باشد. همچنین فعال سازی اسکرین سیور از طریق سیستم‌عامل برای مانیتورهای گیم‌نت در جهت جلوگیری از سوختگی صفحه‌نمایش است. مانیتورهای گیمینگ توانایی تنظیم ارتفاع را نیز می‌بایست داشته باشند.
- ماوس گیمینگ: ماوس گیمینگ دارای دکمه تنظیم دی‌پی‌آی (DPI) و نور آرجی‌بی هستند.
- ماوس پد طبی: ماوس پدهای طبی با داشتن یک بالشتک کوچک از مچ دست هنگام کار یا بازی محافظت می‌کنن و مانع فشار طولانی‌مدت به عضلات و مفاصل می‌شوند که به کاهش خستگی و پیشگیری از سندرم تونل کارپال کمک می‌کنند.
- کیبورد گیمینگ: کیبوردهای گیمینگ مناسب برای استفاده طولانی مدت بدون خستگی مچ دست هستند. همچنین برخی از آن‌ها شامل کلیدهای ماکرو هستند تا کاربر هر دفعه نیاز نباشد برای یک عمل تکراری چندین دکمه را بفشارد.
- گیم پد رایانه: گیم پد رایانه یا دسته کامپیوتر می‌تواند برای انجام بازی‌های دونفره با یک کامپیوتر استفاده شود.
- هدست گیمینگ: خرید هدست گیمینگ جزو لوازم جانبی مهم گیم‌نت‌ها هستند تا کاربرها بتوانند از طریق مکالمه با یکدیگر در ارتباط باشند.
- اسپیکر: خرید یک اسپیکر برای پخش موسیقی در فضای گیم‌نت نیز بسیار رایج است.
- صندلی گیمینگ: صندلی‌های گیمینگ با داشتن طراحی ارگو می‌توانند مشتریان را بیشتر به بازی کردن ترغیب کنند، چرا که راحتی و پشتیبانی مناسب باعث می‌شود خستگی کمتر شود و تمرکز گیمرها برای مدت طولانی‌تری حفظ شود. صندلی گیمینگ توانایی تنظیم ارتفاع را نیز می‌بایست داشته باشد.
- میز کانتر چندنفره: خرید میز کانتر یا میز پیشخوان برای قرار دادن مانیتورها و تجهیزات دیگر ضروری است.
- پورت هاب: خرید یک پورت هاب نیز می‌تواند از آسیب‌هایی در طولانی مدت به فرانت پنل جلوگیری کند.
- داک استیشن: یک دستگاه جانبی برای اتصال پورت‌های اضافی، اتصال به چندین نمایشگر، شارژ دستگاه و دسترسی آسان به تجهیزات جانبی است. این دستگاه بسیار پیشرفته تر از یک پورت هاب معمولی است و پورت‌های مختلفی را پشتیبانی می‌کند.
- کنسول بازی: انتخاب کنسول گیمینگ می‌تواند میان دو کنسول پلی‌استیشن و ایکس باکس باشد. کنسول ایکس باکس نسبت به پلی‌استیشن ارزان‌تر است اما قدرت پردازشی آن کمی پایین‌تر است. هر دو دارای مزیت و معایب نسبت به دیگری هستند که می‌بایست با دقت آن‌ها را خریداری کرد. پلی‌استیشن ۵ و ایکس‌باکس سری اکس و سری اس آخرین کنسول‌های گیمینگ رایج در گیم‌نت‌ها هستند.
- دسته کنسول: خرید یک دسته کنسول اورجینال و غیرتقلبی می‌تواند در طولانی مدت بازده بالاتری داشته باشد. تمیز کردن آنالوگ‌ها و دی‌پد از مهم‌ترین کارها برای جلوگیری از تورفتگی دکمه دسته کنسول است.
- کاور دسته کنسول: خرید یک کاور دسته کنسول می‌تواند از خط و خش و ورود عرق و آلودگی احتمالی جلوگیری کند.
- پایه شارژر دسته کنسول: خرید یک پایه شارژر دسته کنسول لازم است تا با شارژ کردن از آداپتورهای مختلف خطر احتمالی سوختگی دسته کاهش یابد.
- تی‌وی وال: خرید یک تلویزیون دیواری LED با کیفیت FHD برای گیم‌نت‌های کنسولی مناسب است. توجه به ابعاد و دیگر امکانات تلویزیون می‌بایست موردنظر قرار گیرد.
- محافظ تلویزیون: محافظ تلویزیون یک صفحه پلاستیکی محکم است که با قرارگیری بر روی صفحه نمایش تلویزیون می‌تواند از ضربات احتمالی به آن جلوگیری کند.
- مبل گیم‌نت: در گیم‌نت های کنسولی، خرید مبل راحتی یا مبل گیم‌نت ضروری است.
- استند دیسک: استند دیسک یا نگهدارنده لوح‌های نوری برای کنسول‌های بازی است اما خرید آن ضرورت ندارد.
- دمنده: خرید یک دستگاه دمنده می‌تواند با دمیدن باد؛ گرد و خاک باقی‌مانده روی تجهیزات گیم‌نت را پاک کند.
- سیستم تهویه هوا: استفاده از یک فن صنعتی کارگاهی برای تهویه هوای داخل گیم‌نت ضروری است.
- تجهیزات سرمایش و گرمایش: خرید کولر پرتابل و بخاری پنکه‌ای می‌تواند مشتریان را دربرابر سرما و گرمای زیاد محافظت کند. همچنین دارنده گیم‌نت نیز برای خود می‌تواند از کولر مه‌پاش و بخاری برقی استفاده کند.
- دستگاه فروش: وندینگ ماشین و یا یخچال ویترینی برای فروش انواع نوشیدنی سرد و ساندویچ آماده در گیم‌نت استفاده می‌شود.
- محافظ برق و استبلایزر: خرید یک استبلایزر می‌تواند جایگزینی بهتر در برابر کاهش ولتاژ باشد. محافظ‌های برق نیز تاحدودی کاربردی هستند اما در مواجه با نوسان ممکن است تمامی لوازم متصل به خود را به یکباره خاموش کنند.
- چندراهی: چندراهی‌ها نیز زمانی بکار می‌آیند که تجهیزات زیادی می‌بایست از یک پریز محدود استفاده کنند.
- یو پی اس UPS: یوپی‌اس یا منبع تغذیه بدون وقفه، برای ادامه بازی مشتریان گیم‌نت در زمان خاموشی‌های مکرر برق است. البته هزینه آن ممکن است زیاد باشد. خرید یک موتور برق بی صدا، بسیار بصرفه‌تر است و می‌تواند تا ساعت‌ها برق تمامی تجهیزات گیم‌نت را تأمین کند.
- کابل‌ها: داشتن کابل‌های زاپاس مانند کابل یواس‌بی، VGA، HDMI، کابل C13، سه راهی صنعتی و تبدیل پورت از واجبات پیشگیری خرابی سیم‌ها هستند.
- داکت: داکت‌ها برای مخفی کردن و پوشاندن سیم و کابل‌ها هستند که ظاهری خلوت‌تر و دکوراسیون بهتر را جلوه می‌دهند.
- دکوراسیون گیم‌نت: پوستر گیمینگ، استند لوگو، آیکون لایت، ساعت دیواری گیم‌نت، مجله گیم‌نت، گردونه شانس، علامت سیگار ممنوع، سقف ابری و تابلو چنلیوم، همگی جزو دکوراسیون گیم‌نت محسوب می شوند.
- دوربین مداربسته: دوربین مداربسته باعث افزایش امنیت گیم‌نت می‌شود و جلوگیری از خسارت‌های احتمالی نظیر سرقت، شکستن قطعات یا انداختن دسته را در پی دارد.

## نرم‌افزارهای گیم‌نت

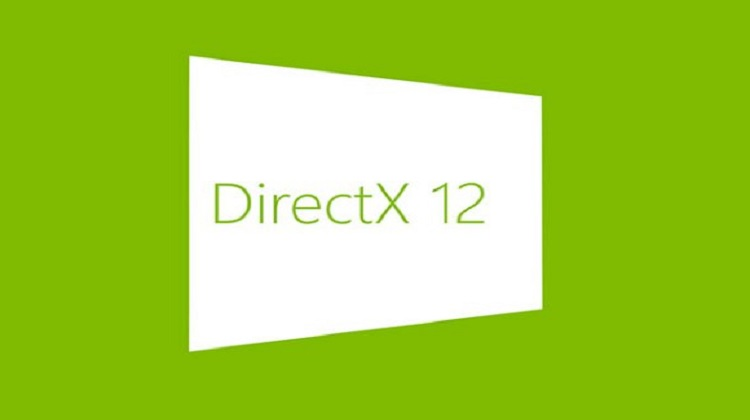
نشان‌واره دایرکت ایکس ۱۲

برخی از نرم‌افزارها برای گیم‌نت‌ها ضروری هستند. برخی از نرم‌افزارهای گیم‌نت شامل موارد زیر می‌شوند:
- نرم‌افزارهای مدیریت گیم‌نت: نرم‌افزارهای مدیریت گیم‌نت مانند مایکروسافت پروجکت، محک، مدیرنت، گیم میت، گیم کانکت، رئیس نت، گیم مو، گیم تایمر و گیم منیجر به زمانبندی دقیق بازی کمک می‌کنند. این نرم‌افزارها دو نسخه دارند که یکی از آن‌ها بر روی سیستم عامل مدیر گیم‌نت و دیگر بر روی رایانه مورد استفاده مشتری نصب می‌شود.[۱۸]
  - نرم‌افزارهای حسابداری: نرم‌افزارهای حسابداری در گیم‌نت‌ها جایگزین دفتر فروش روزانه شده‌اند و باعث جلوگیری از بدهی‌ها و اشتباه‌های تایپی می‌شوند.
- نرم‌افزارهای اجرا بازی رایانه‌ای: کنسول‌های بازی از نرم‌افزارهای موردنیاز برای اجرای بازی فارغ هستند و تنها رایانه‌ها می‌بایست نرم‌افزارهای مناسبی جهت اجرای بازی داشته باشند. ران‌تایم‌ها و واسط برنامه‌نویسی کاربردی (API) جزو پیش‌نیازهای نصب بازی بر روی رایانه هستند. نرم‌افزارهایی مانند دایرکت‌اکس ۱۲، فیز-اکس، C++ Redistributable، XNA Framework، چارچوب دات‌نت، اوپن‌جی‌ال، اوپن‌ای‌ال و درایورهایی مانند Intel HD Driver، AMD Adrenalin و Nvidia GeForce Driver و پیش‌نیازهای جاوا (Java SE، JDK، JRE)؛ نرم‌افزارهای نصب بازی رایانه‌ای هستند و بدون آن‌ها بازی به درستی اجرا نمی‌شود.[۱۹][۲۰]
- نرم‌افزارهای برابرساز (امولاتور) برای اجرای بازی‌های پلفترم غیرویندوزی در سیستم عامل ویندوز که بر روی یک سکوی دیگر مانند پلی‌استیشن یا ایکس‌باکس منتشر شده‌اند، ضروری است. برخی از برابرسازها:
  - ایکس‌باکس: Xenia و xemu[۲۱][۲۲]
  - پلی‌استیشن همراه (پی‌اس‌پی): PPSSPP[۲۳]
  - پلی‌استیشن ۱: ePSXe[۲۴]
  - پلی‌استیشن ۲: PCSX2[۲۵]
  - پلی‌استیشن ۳: RPCS3[۲۶]
  - پلی‌استیشن ۴: PCSX4[۲۷]
  - پلی‌استیشن ۵: PCSX5 و Kyty[۲۸][۲۹]
  - نینتندو سوئیچ: Yuzu[۳۰]
  - اندروید: LDPlayer و بلواستکس[۳۱][۳۲]
- نرم‌افزارهای استریم: OBS Studio و Wirecast[۳۳]
- نرم افزارهای تماس‌صوتی گمیمینگ: دیسکورد و توییچ در واقع برای پخش زنده و ارتباط آنلاین هستند که توانایی استریم و ضبط صفحه را نیز پشتیبانی می‌کنند.[۳۴][۳۵]
- فروشگاه های دیجیتالی بازی: نرم‌افزارهای خرید بازی و ساخت حساب کاربری مانند استیم، فروشگاه اپیک گیمز و گاگ.کام[۳۶]
- نرم افزارهای به‌روزرسانی درایور: IObit Driver Booster، DriverEasy Pro و Driver Reviver جزو برنامه‌های به‌روزرسانی ویندوز بصورت آنلاین هستند.[۳۷][۳۸] نرم‌افزار DriverPack Solution نیز دارای پرونده‌های بروزشده آماده نصب است که در مواقع عدم دسترسی به اینترنت بصورت آفلاین، می‌توان درایورها را به‌روزرسانی کرد.[۳۹]

یکی از نکات قابل توجه آن است که تمام رایانه‌های گیم‌نت نیاز دارند تا بصورت دوره‌ای یکپارچه‌سازی دیسک سخت (دیفرگمنت هارد) و بهینه‌سازی شوند.

## خدمات گیم‌نت

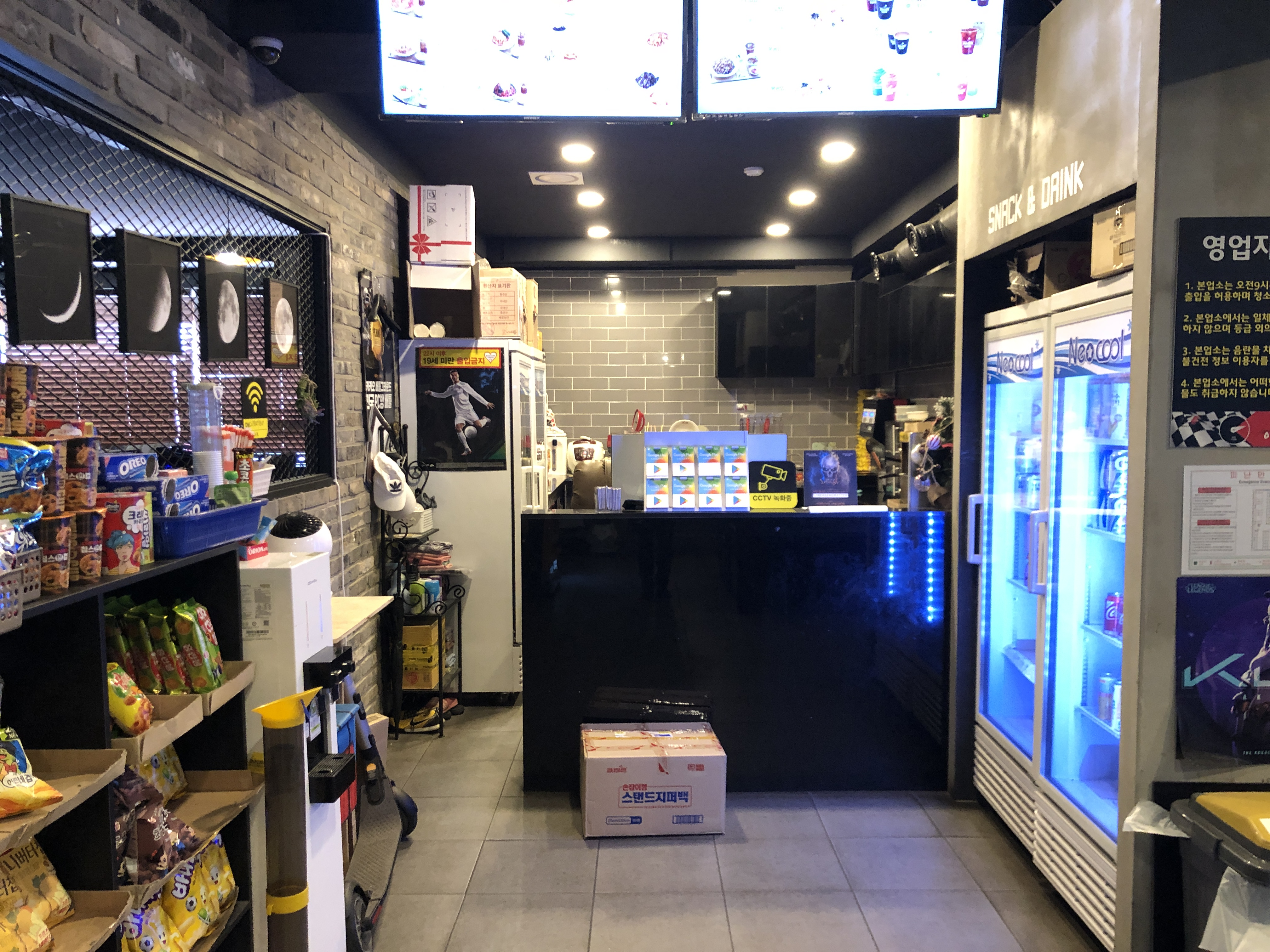
معمولا در پی‌سی بانگ‌ نوشیدنی و خوراکی هم فروخته می‌شود

خدماتی مانند کپی و پرینت، تحقیقات دانش آموزی، پرکردن فلش مموری (انتقال فیلم‌ یا موسیقی)، تعمیر دسته کامپیوتر و کنسول، نصب سیستم عامل و فروش دستگاه ذخیره‌سازی داده مانند حافظه فلش و کارت حافظه، کپی خور کردن کنسول، ارائه وای‌فای رایگان با خرید اشتراک و فروش تنقلات می‌تواند رونق بخش گیم‌نت باشد. استفاده از خوراکی‌ها و نوشیدنی‌ها در گیم‌نت می‌تواند آلودگی‌هایی ایجاد کند که می‌بایست نسبت به آن قوانین مناسب درون گیم‌نت تنظیم و رعایت شود. همچنین خرید پریزهای یو‌اس‌بی دار می‌تواند مشتریان بیشتری را جهت شارژ موبایل و بازی کردن ترغیب کند.